# Orde dels Hospitalers de Burgos
Els Germans Hospitalers de Burgos foren un orde de cavallers i germans llecs de tipus militar hospitaler, dedicat a l'assistència hospitalària i la protecció dels pelegrins del Camí de Sant Jaume. Fundat el 1212 a Burgos, per Alfons VIII de Castella, va desaparéixer el 1835. L'orde depenia del Monestir de Santa María de Las Huelgas i seguia la regla benedictina cistercenca.

## Història
L'Orde dels Germans Hospitalers de Burgos fou creada el 1212 pel rei Alfons VIII de Castella. Era molt devot de Sant Jaume el Major i ja havia fundat l'orde militar de Sant Jaume de l'Espasa. El rei volia que els germans de l'orde s'ocupessin d'atendre en albergs i hospitals els pelegrins que feien el Camí de Sant Jaume i fins a Finisterre, a més de defensar-los i protegir-los de lladres i altres perills mentre feien el camí. Per aquesta funció de protecció, es constituí com a orde militar hospitalera. Es van inspirar en l'Orde de Sant Joan de Jerusalem. L'orde es posà sota l'advocació de la Mare de Déu de la Barca, pel miracle que havia tingut lloc a Nosa Señora da Barca (Muxía, a Corunya).
Les cases de l'orde foren l'hospital de Burgos (l'Hospital del Rey, que havia estat fundat el 1195) i l'hospital de Corcubión (Finisterre, Galícia). Tots dos eren albergs i hospitals on s'atenien malalts, pelegrins, i es donava menjar i allotjament a qualsevol necessitat. A més, patrulles de cavallers vigilaven el camí. Els cavallers seguien la regla de l'Orde del Cister. L'orde i l'hospital de Burgos era sota la jurisdicció de la comunitat de monges cistercenques de Santa María de las Huelgas i l'abadessa de Las Huelgas n'era la superior, tot i que un prior (des de 1247, comanador) era l'autoritat a l'hospital. Els encarregats de l'assistència solien ser germans llecs. Els cavallers, com els de Calatrava o Alcántara, havien de ser nobles, però no havien de fer vots eclesiàstics. No vivien en comunitat i només tenien l'obligació d'assistir a missa diàriament.
Els cavallers també havien de protegir i atendre els pelegrins de la romeria de Nosa Señora da Barca (eren custodis del santuari), manifestació anual, molt concorreguda, on anaven malalts d'arreu, que esperaven guarir-se aquell dia. Cada malalt, en funció del seu mal, havia d'adreçar-se a una pedra diferent del santuari i fer-hi una acció determinada. Els malalts de ronyó, per exemple havien de passar tres o més cops per sota la «pedra dos cadris», mentre que els posseïts havien de pujar a una pedra diferent.
El 1474, sota el govern de l'abadessa Urraca d'Orozco, els germans deixaren de tenir l'hàbit cistercenc i se secularitzaren, com ja havien fet els cavallers de l'Orde de Calatrava. Llavors van començar a fer l'escut amb la creu de Calatrava amb una torre de castell d'or damunt. Malgrat les protestes dels cavallers de Calatrava, el 1508 i 1516 els papes Juli II i Lleó X els confirmaren el permís de fer-lo servir. Poc després, però, el bisbe d'Osma els va obligar a tornar a l'hàbit cistercenc.
L'orde, limitada ja als germans llecs que feien l'assistència a l'hospital, desaparegué amb la desamortització de 1835.

## Llegenda del miracle de la barca
Un dia que l'apòstol Jaume el Major era a Galícia, es planyia a la platja que li esqueia difícil evangelitzar aquelles terres. Se li aparegué llavors la Mare de Déu, a sobre d'una barca de pedra que, no obstant això, surava sobre les aigües. La Mare de Déu li digué que aquell lloc li seria consagrat i que reeixiria cristianitzar-lo. Quan va desaparèixer, la barca de pedra continuava allí. Hauria sigut aquesta barca la que, anys després, hauria portat miraculosament el cos del sant, per mar des de Jerusalem, on havia mort, a la costa gallega.